# David Hogg
David Miles Hogg, né le 12 avril 2000, est un militant américain contre les violences par arme à feu.
Lycéen au Marjory Stoneman Douglas High School de Parkland en Floride, il s'est trouvé parmi les autres membres de sa classe en situation de confinement de l'établissement lors de la fusillade du 14 février 2018.

## Fusillade de Parkland
Sa réaction, lorsqu'ils ont patienté dans un réduit dans la pénombre sans savoir quel serait le dénouement de la tragédie ni s'ils en sortiraient vivants, fut d'enregistrer avec une diffusion en Livestream les réflexions de son entourage concernant l'impérieuse nécessité d'introduire un contrôle des ventes d'arme à feu aux États-Unis d'Amérique. Après diffusion en boucle par les médias télévisés, le document est devenu viral : si les protagonistes avaient été tués, il serait devenu leur testament pour témoigner sur la problématique du contrôle des armes.

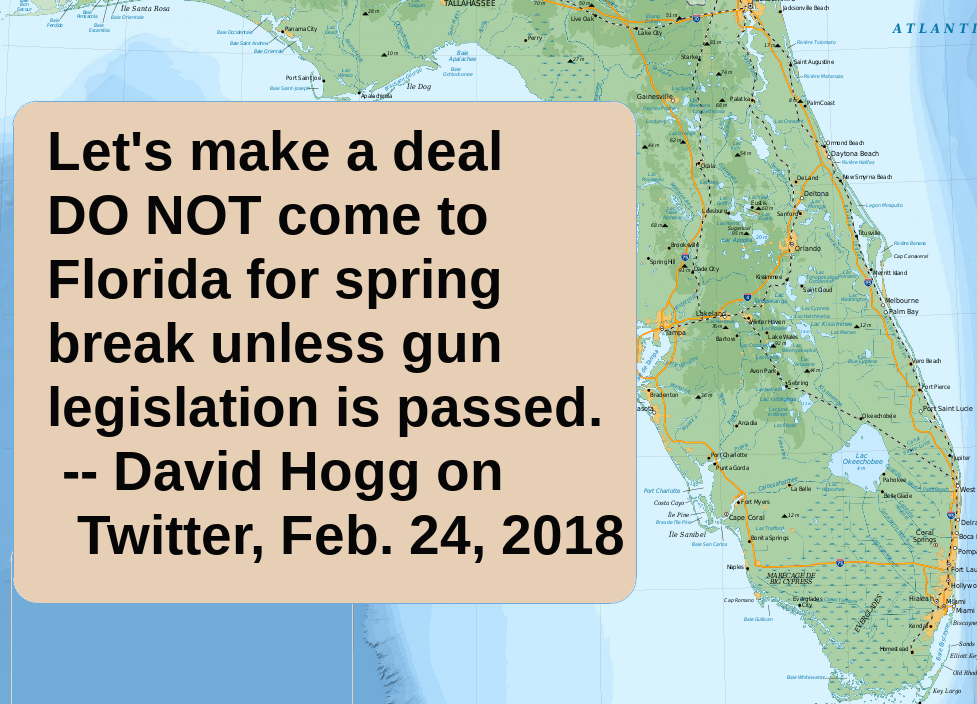
Appel au boycott du Spring break en Floride.

Cet enregistrement, rediffusé en boucle parmi d'autres vidéos et fils de discussion envoyées par les témoins des événements, fut la grande nouveauté parmi les sempiternelles tueries de masse en Amérique : désormais, les moyens télécom des réseaux sociaux projettent le public directement dans la salle de classe lors de la survenue d'un tel incident en milieu scolaire.

## Militantisme
David Hogg a ensuite pris la parole avec d'autres lycéens de Stoneman Douglas High School alors que l'intégralité des médias TV couvraient le déroulement des évènements après l'incident qui causa la mort de 17 personnes. Il s'est ensuite institué en fondateur du mouvement Never Again MSD (en), qui a lancé l'initiative d'une Marche sur Washington le 24 mars 2018 pour faire pression sur les autorités fédérales afin de faire réviser la législation sur les armes semi-automatiques. Les pronostics annoncent un demi-million de marcheurs dans tout le pays, l'organisation de la marche ayant essaimé par des franchises dans chaque grand noyau urbain du pays.
David Hogg est également, en particulier, à l'origine d'une pression sur les entreprises ayant souscrit un programme d'affiliation avec la NRA : chaque société a été pointée du doigt et sommée de mettre fin à ces programmes d'où la NRA tire son financement. Face à cette campagne de honte, les seules entreprises qui ont résisté à ce traitement ont comme direction des supporters fervents du lobby pro-armes.
Il semble que le parti adverse en faveur du second amendement et prônant une libéralisation intégrale en matière de possession d'armes ait lancé une campagne de dénigrement sur les étudiants de ce mouvement, et plus spécifiquement ciblée sur David Hogg, accusé par le biais de photos censées être des preuves par l'image d'être un "acteur de crise" et non pas un lycéen de Stoneman Douglas, qui se déplacerait de crise en crise au travers du pays pour délivrer un message incitant à l'abandon du second amendement.
David Hogg n'hésite pas à faire passer des appels au boycott pour atteindre les institutions par le porte-monnaie ; ici la cible est l'État de Floride qui a refusé toute législation contraignante sur les achats d'armes à feu le week-end suivant la tuerie de Parkland ; ce jour-là, l'assemblée de Floride a également voté contre la tenue d'un débat sur la question.
David Hogg a pris la parole lors de la March For Our Lives (24 mars, Washington).
En décembre 2024, il annonce briguer un poste de vice-président du Comité national démocrate. Il est l'un des trois vices-présidents élus le 2 février 2025. Son mandat est marqué par de fortes tensions avec de nombreux membres du comité, dont son président Ken Martin, après que Hogg se soit engagé à soutenir de jeunes candidats qui se présenteraient dans des primaires contre des élus démocrates plus âgés et trop timidement opposés à Donald Trump selon lui. Ces tensions amènent le Comité national démocrate à démettre Hogg de ses fonctions en juin, et il annonce alors ne pas tenter de briguer de nouveau le poste.

## Cursus
En 2019, David Hogg est désormais un étudiant à la Harvard School of Law.